# Alexander Deubl
Alexander Emil Deubl (* 7. Januar 1983 in München) ist ein ehemaliger deutscher Snowboardprofi. Nach Beendigung seiner professionellen Wintersportkarriere nahm er ein Studium der Bildhauerei auf.

## Wintersport
Deubl wuchs in Lenggries auf und begann mit sechs Jahren, Ski zu fahren. Er trainierte bis zu seinem zwölften Lebensjahr im Skiclub Lenggries, wo er eine sportliche Grundausbildung bekam und seine Vorliebe für den Slalom entdeckte. Im Alter von 14 Jahren wechselte er die Sportart und begann mit dem Snowboarden.
Von 1996 bis 2002 zählte er zu den dominierenden Jugendfahrern im Snowboard-Alpin in Deutschland und international. Er fuhr zwei Jahre lang im ASA-Rookie-Team und für das T-mobile Team, ehe die ISF ihren Konkurs anmeldete.
Von 2003 bis 2007 fuhr Deubl in der FIS - Snowboardnationalmannschaft in der A-Mannschaft. Als einziger deutscher Alpinfahrer schaffte er es, sich im Boardercross für die Winter-X-Games zu qualifizieren und fuhr bei Freeride-Events wie etwa den Longboard-Classics mit. Uneinigkeiten mit den Verbänden führten letztendlich dazu, dass Deubl aus dem Nationalteam austrat. Von 2007 bis 2011 nahm er noch eigenständig an Wettkämpfen teil und erzielte dabei noch beachtliche Erfolge.
Erfolge:
| Jahr    | Wettkampf                                                     | Disziplin          |
| ------- | ------------------------------------------------------------- | ------------------ |
| 1997/98 | Deutscher Jugendmeister / Nebelhorn / GER                     | RS                 |
| 1998/99 | ISF - Vize Jugend - Weltmeister / Telluride / USA             | PGS                |
|         | Deutscher Jugendmeister / GER                                 | RS                 |
| 2000/01 | 3. Junioren-WM / Sappada / ITA                                | PGS                |
|         | 7. ISF - Weltcup / Davos / SUI                                | PSL                |
|         | 3. Deutsche Meisterschaft / Götschen / GER                    | PGS                |
| 2001/02 | 3-facher ISF-Juniorenweltmeister in Cardrona / NZL            | PGS / BX / Overall |
|         | Deutscher Meister / GER                                       | PGS                |
|         | 2 Österreichischer Vizejugendmeister / AUT                    | BX                 |
|         | 1 Longboardclassics Stuben / AUT                              | Freeride           |
| 2002/03 | 21. WM Kreischberg / AUT                                      | PGS                |
| 2003/04 | 3. Deutsche Meisterschaft / Götschen / GER                    | PGS                |
|         | 3. Italienische Meisterschaft / Madesimo / ITA                | PGS                |
| 2004/05 | 1. Europacup Götschen / GER                                   | PGS                |
| 2005/06 | 1. Deutsche Meisterschaft Feldberg / GER                      | PSL                |
|         | 2. Deutsche Meisterschaft / Feldberg / GER                    | PGS                |
|         | 1. Europacup / Leysin / SUI                                   | PGS                |
|         | 2. NOR-AM Cup / Okemo / USA                                   | PGS                |
| 2006/07 | 12. Weltcup / Bad Gastein / Österreich                        | PSL                |
|         | 18. WM / Arosa / SUI                                          | PGS                |
| 2008/09 | 3. Universiade Harbin / China                                 | PGS                |
|         | 2. Europacup / IMST / Österreich                              | GS                 |
| 2009/10 | 2. Deutsche Meisterschaft (interne Wertung) / Hochfügen / AUT | PGS                |
|         | 5. Europacup / Nova Levante Carezza / ITA                     | PSL                |
| 2010/11 | 11. Universiade Erzurum / Türkei                              | PGS                |

## Kunst
Bereits an der Volksschule besuchte Deubl Wahlkurse in Kunst- und Handwerk, 1998 ging er nach Österreich auf die Glasfachschule für Kunsthandwerk und Design und machte dort 2002 den Abschluss zum Glasfachmann im Ausbildungsbereich Flachglas. Von 2002 bis 2005 besucht er den künstlerischen Aufbaulehrgang für Glas und Design an der Glasfachschule Kramsach, den er mit der Matura abschloss. Von 2005 bis 2007 arbeitete er neben seiner Snowboardkarriere im Familienbetrieb für Glas und Spiegel. Dort entstanden erste eigenständige Lichtobjekte aus Glas. Ein 2007 an der Akademie der bildenden Künste München (ADBK) begonnenes Innenarchitekturstudium brach er 2009 zugunsten des Studiengangs Bildhauerei in der ADBK-Klasse von Nikolaus Gerhart ab. Im selben Jahr beteiligte er sich an ersten Ausstellungen.
2012 wurde die Klasse von dem deutschen Künstler Olaf Nicolai weitergeführt.
Ausstellungen:
- 2014 Berlin Biennale / Galerie Eigen + Art Berlin
- 2014 adbk Jahresausstellung „i want to give it all to you“ München
- 2013 Glasbiennale „Reflactions-Reflect“ Strasbourg
- 2013 Old Gas Station „Ceci nést pas une pipe“ München
- 2012 Hayward Gallery „Wide open school“ London
- 2012 adbk Jahresausstellung „Neon Golden“ München
- 2012 Burning Man „the third space“ USA/Nevada
- 2011 Lenggrieser Kunstwoche „NaturSchauSpiel“ Lenggries
- 2011 Galerie der Moderne „Neue Münchner Malerei und Skulptur“ München
- 2010 Schafhof Freising „Oberbayerischer Förderpreis für angewandte Kunst“ (Auszeichnung)
- 2010 Galerie Art Seefeld „young at art“ Zürich
- 2010 Haus der Kunst „fmdk kunstsalon 2010“ München
- 2009 Gartenhaus der Kunst „in findung“ München
- 2009 adbk Jahresausstellung „raum“ München
- 2008 Pinakothek der moderne „der dritte raum“ München